# Паоло Пілері
Паоло Пілері (італ. Paolo Pileri; 31 липня 1944, Терні — 13 лютого 2007, Терні, Умбрія, Італія) — італійський мотогонщик, чемпіон світу з шосейно-кільцевих мотогонок MotoGP в класі 125сс (1975).

## Біографія
Дитинство Паоло Пілері пройшло у містечку Терні в п'ятдесятих роках 20 століття, сповнене ентузіазму і захоплення спортивними досягненнями його земляка, мотогонщика Ліберо Лібератті (італ. Libero Liberati). Трагічний інцидент 1962 року народження, в якому Ліберо втратив своє життя, призвів до сильного спротиву з боку батьків Паоло відносно спортивних сподівання свого сина. Це змусило Пілері у перших гонках виступати під псевдонімом «Річард».

### Спортивна кар'єра
Спортивну кар'єру Пілері розпочав відносно пізно, в 1969 році з участі в юніорській першості, на якій він зайняв друге місце, виступаючи на мотоциклі Aermacchi Aletta 125.
Після чотирьох сезонів у національній першості, які він провів два як «Юніор» та два у класі дорослих спортсменів, Паоло Пілері у 1971 році дебютував у чемпіонаті світу MotoGP на Гран-Прі Бельгії, зайнявши 13-е місце в гонці у класі 125сс. Він отримав свої перші очки в чемпіонаті через два роки, виступаючи на мотоциклах DRS та Yamaha, у класах 125сс та 250сс відповідно. Першим подіумом у кар'єрі стало третє місце на Гран-Прі Бельгії у Спа в 1973 році, на якому  Паоло виступав на мотоциклі Yamaha. Цей успіх дозволив Пілері підписати перший контракт з заводською командою Morbidelli, зайнявши у ній місце Анхеля Ньєто, який повернувся у Derbi.
У 1975 році мотоцикл Morbidelli був готовий конкурувати з великими японськими марками, і, після катастрофічного падіння у дебютній гонці у Франції, Паоло Пілері виграв Гран-Прі сім разів поспіль, що дозволило випередити його партнера по команді П'єра Паоло Б'янчі та здобути титул чемпіона світу.
Пілері залишився з Morbidelli на наступні роки: у 1976 році він зайняв третє місце в класі 125сс вслід за Б’янчі та Ньєто, беручи участь також у гонках в класі 250сс.
Сезон 1979 року став останнім в кар'єрі у мотоперегонах для Паоло Пілері. У класі 250сс він виступав на Yamaha, а у класі 350сс — на Rieju. Найкращим результатом сезону стало 3-є місце у Чехословаччині (де він також завоював поул) в класі 250сс.

### Team Pileri

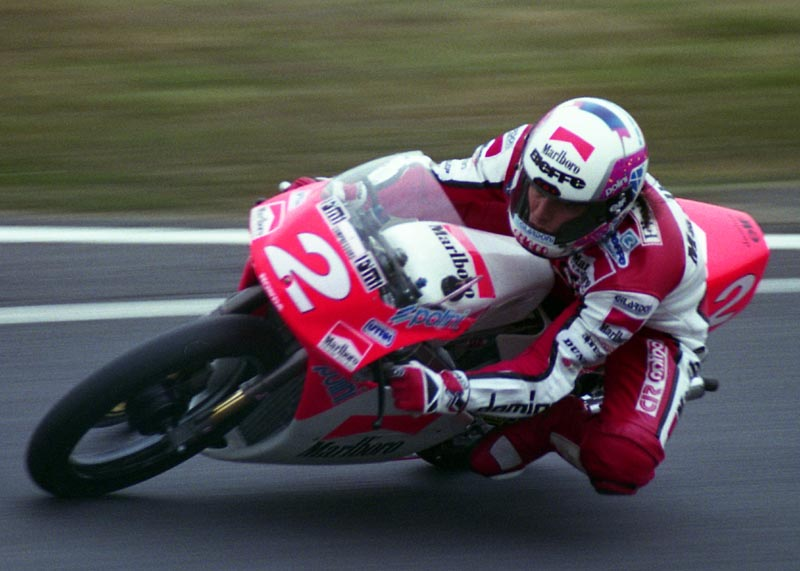
Гонщик команди «Marlboro-Pileri» Фаусто Грезіні на Гран-Прі Японії, 1992 рік

Через деякий час після завершення спортивної кар'єри як мотогонщика, у 1987 році Паоло Пілері заснував власну команду для участі у чемпіонаті світу MotoGP «Team Pileri». В 1988 році команда використовувала мотоцикли Garelli, з 1989 року — Honda. У 1990-1991 роках пілот команди «Pileri-AGV» Лоріс Капіроссі двічі став чемпіоном світу в класі 125сс, у 1992 році Фаусто Грезіні став віце-чемпіоном світу. Команда також була представлена у класі 500сс: Капіроссі у 1995 році був 6-м, у 1996 році Алекс Баррос зміг піднятись на 4-е місце, обоє виступали на Honda.
Паоло Пілері відкрив для світу Валентіно Россі, який дебютував у MotoGP тестуванням мотоциклу команди «Marlboro-Pileri» 125сс у Мізано в 1993 році, у віці 14 років.
Паоло Пілері помер 13 лютого 2007 від раптової хвороби.

## Статистика виступів

### MotoGP

#### У розрізі сезонів
| Сезон  | Клас   | Мотоцикл   | Гонки | Перемоги | Подіуми | Поули | Очки | Місце |
| ------ | ------ | ---------- | ----- | -------- | ------- | ----- | ---- | ----- |
| 1973   | 125cc  | DRS        | 1     | 0        | 0       | 0     | 2    | 37    |
| 1973   | 250cc  | Yamaha     | 2     | 0        | 1       | 0     | 18   | 14    |
| 1974   | 125cc  | Morbidelli | 1     | 0        | 1       | 1     | 12   | 15    |
| 1974   | 250cc  | Yamaha     | 1     | 0        | 0       | 0     | 3    | 35    |
| 1975   | 125cc  | Morbidelli | 8     | 7        | 8       | 3     | 90   | 1     |
| 1975   | 250cc  | Yamaha     | 1     | 0        | 0       | 0     | 6    | 24    |
| 1976   | 125cc  | Morbidelli | 7     | 0        | 6       | 0     | 64   | 3     |
| 1976   | 250cc  | Morbidelli | 1     | 0        | 1       | 0     | 12   | 14    |
| 1977   | 250cc  | Morbidelli | 1     | 0        | 0       | 0     | 2    | 31    |
| 1978   | 250cc  | Morbidelli | 4     | 1        | 1       | 0     | 35   | 10    |
| 1978   | 350cc  | Rieju      | 3     | 0        | 1       | 0     | 18   | 13    |
| 1979   | 250cc  | Yamaha     | 2     | 0        | 1       | 1     | 14   | 14    |
| 1979   | 350cc  | Rieju      | 1     | 0        | 0       | 0     | 4    | 24    |
| Всього | Всього | Всього     | 33    | 8        | 20      | 5     | 280  |       |